# 克里斯蒂安·貝坦科特
克里斯蒂安·蓋比耶爾·貝森科特·魯易茲（西班牙語：Christian Gabriel Bethancourt Ruiz，1991年9月2日—），為美國職棒大聯盟的捕手、一壘手和外野手，目前為自由球員。他先前曾效力於勇士、教士、運動家、光芒、馬林魚，以及韓職的NC恐龍等隊。

## 職業生涯

### 亞特蘭大勇士

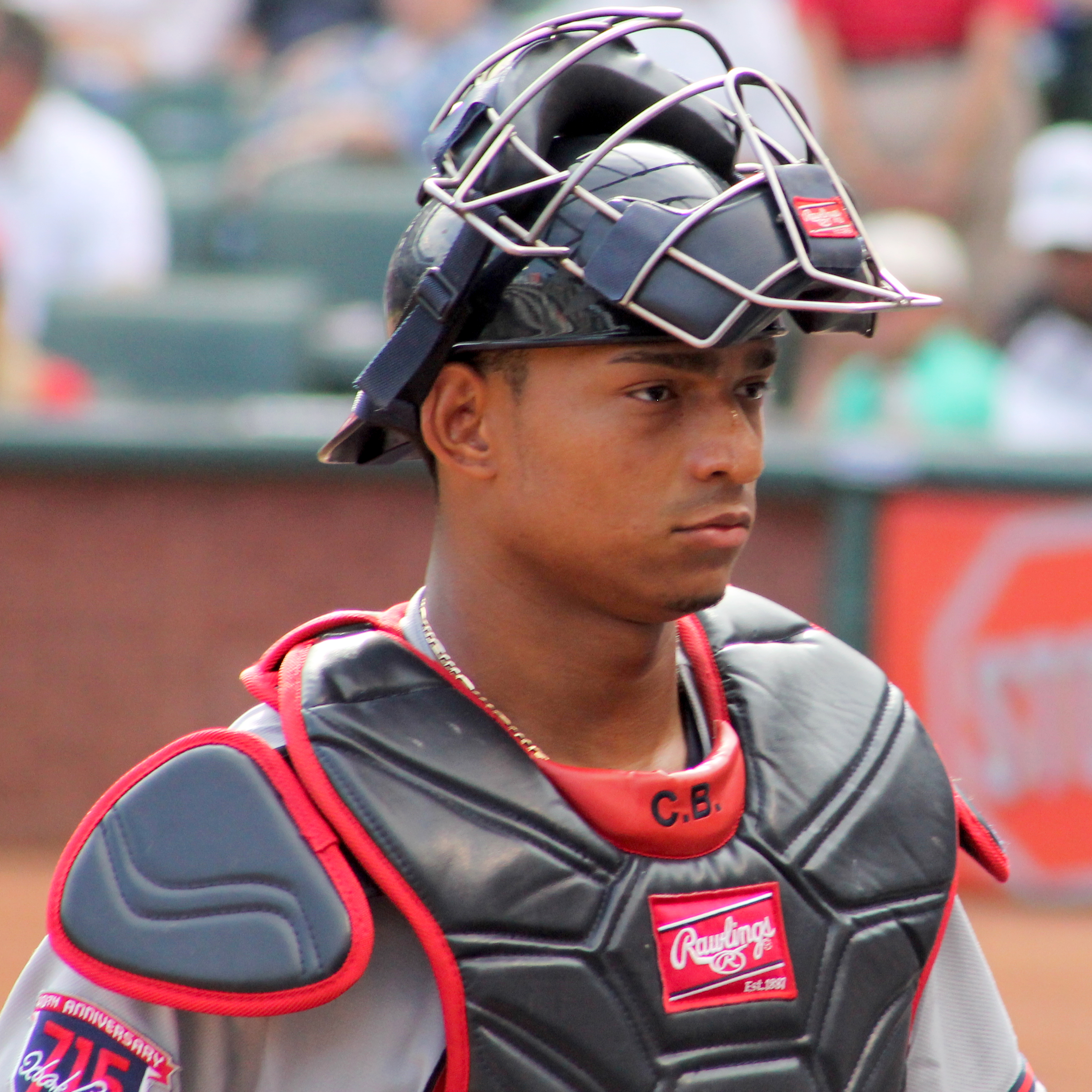
2014年的貝森科特

2014年，在3A的貝森科特連續三年入選未來之星明星賽。6月28日，貝森科特成功登上大聯盟。7月1日，他打回大聯盟首分打點。整季他的打擊率為2成40，並在7月下旬回到小聯盟，直到9月才又透過擴編回到大聯盟。
2015年6月6日，貝森科特敲出大聯盟首轟。整季他的打擊率為2成08，後來他在6月中因為守備頻頻出現失誤和打擊不振而被下放到3A。之後他在8月24日回到大聯盟，10月5日進行膝蓋手術。

### 聖地牙哥教士
2015年12月10日，勇士將貝森科特交易到教士，換來凱西·凱利和Ricardo Rodriguez。2016年4月，貝森科特成為Derek Norris的替補捕手。5月31日，貝森科特首次站上投手丘。6月14日，他再次上場投球，還投出一次三振。球季結束後，貝森科特回到巴拿馬打職棒，並同時擔任投手與打者。
2017年4月1日，教士宣布貝森科特將主要擔任後援投手、外野手和代打。不過他上場投球表現不佳，最後被下放到3A。11月6日，他成為自由球員。

### 密爾瓦基釀酒人
2018年1月8日，貝森科特與釀酒人簽下小聯盟合約。整季他都待在3A，並成功入選3A的明星賽。2018年11月2日，釀酒人將他釋出。

### NC恐龍
2018年12月12日，貝森科特與韓職的NC恐龍簽下1年100萬美元的合約。2019年7月3日，球隊將他指定讓渡。

### 費城費城人
2020年1月7日，貝森科特與費城人簽下小聯盟合約。他在球季結束後成為自由球員，並再度和費城人簽約。2021年，貝森科特受邀參加大聯盟春訓。不過他在3月28日被球隊釋出。

### 匹茲堡海盜
2021年5月1日，貝森科特與海盜簽下小聯盟合約。

### 奧克蘭運動家
2021年12月3日，貝森科特與運動家簽下小聯盟合約。2022年4月15日，貝森科特首次進入球隊名單內。這也是他繼2017年後首次站上大聯盟賽場。

### 坦帕灣光芒
2022年7月9日，運動家將貝森科特交易到光芒，換來Cal Stevenson和Christian Fernandez。

## 外部連結
- 克里斯蒂安·貝坦科特在美國職棒官網（英语）
- 克里斯蒂安·貝坦科特在韓國職棒官網（打者）（英语）
- 克里斯蒂安·貝坦科特在Baseball-Reference.com（大聯盟）（英语）
- 克里斯蒂安·貝坦科特在Baseball-Reference.com（小聯盟以及海外聯盟）（英语）
- 克里斯蒂安·貝坦科特在ESPN（MLB）（英语）
- 克里斯蒂安·貝坦科特在FanGraphs.com（英语）
- 克里斯蒂安·貝坦科特在Retrosheet（英语）
- 克里斯蒂安·貝坦科特在The Baseball Cube（英语）
- 克里斯蒂安·貝坦科特的X（前Twitter）
- 克里斯蒂安·貝坦科特的Instagram帳戶